# Jacques Bircklé
Jacques Bircklé (1734 - 7 mars 1803 à Paris) est un ébéniste français.

## Biographie
Il obtient sa maîtrise le 30 juillet 1764. Il exerce rue de Charenton puis rue Saint-Nicolas à Paris.
Entre 1785 et 1789, il reçoit des commandes pour la reine Marie-Antoinette lorsqu'elle meuble le château de Saint-Cloud.
À sa mort en 1803, son fils reprend l'atelier jusqu'en 1825. 

## Musées
- Musée des Arts décoratifs : Table de salon Louis XVI marquetée de paysage avec architectures et d'une frise d'entrelacs, ouvrant à rideau coulissant et un tiroir, pieds gainés.
- Musée Cognacq-Jay : Petite table Louis XVI rectangulaire marquetée de croisillons, un tiroir en ceinture.
- Petit Palais : Commode demi-lune Louis XVI ornée de médaillons marquetés de fleurs et de trophées de la musique.